# 硫化亚铊
硫化亚铊是一价铊的硫化物，分子式为Tl2S。它在室溫下會氧化，高温氧化时生成硫酸铊。硫化亞鉈通常可以直接用鉈和硫反應而成，也可以以硫化氢和氯化铊作用制取。